# Radiación de cuerpo negro

A medida que la temperatura disminuye, el pico de la curva de radiación del cuerpo negro se mueve a intensidades más bajas y longitudes de onda más largas. El gráfico de radiación del cuerpo negro también se compara con el modelo clásico de Rayleigh y Jeans.

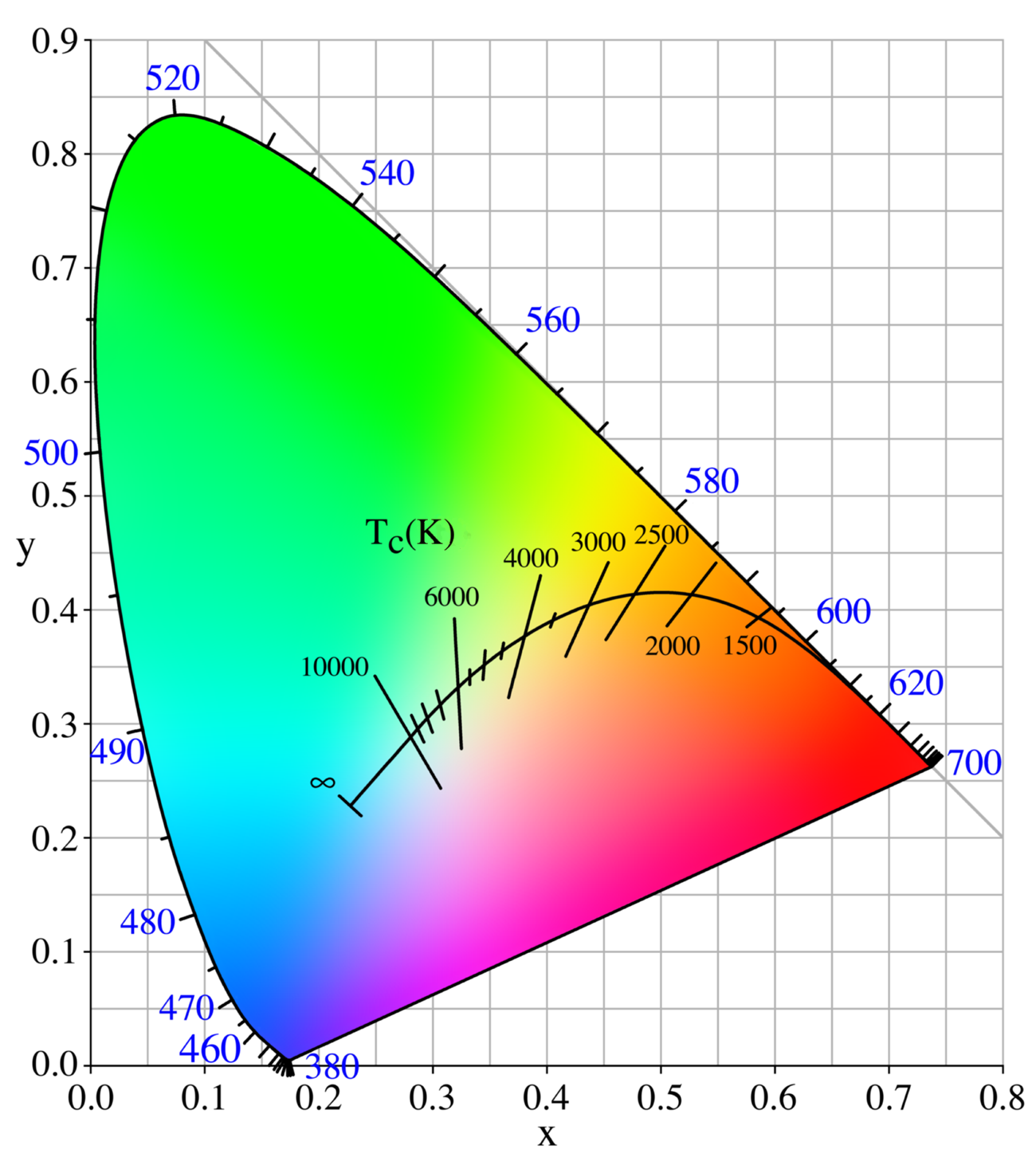
El color (cromaticidad) de la radiación del cuerpo negro depende de la temperatura del cuerpo negro; el locus de tales colores, que se muestra aquí en CIE 1931 x, y espacio, se conoce como el locus planckiano.

La radiación del cuerpo negro es la radiación electromagnética térmica dentro o alrededor de un cuerpo en equilibrio termodinámico con su entorno, o emitida por un cuerpo negro (un cuerpo opaco y no reflectante). Tiene un espectro y una intensidad específicos que dependen solo de la temperatura del cuerpo, que se asumen para simplificar los cálculos y la teoría como uniformes y constantes.
La radiación térmica emitida espontáneamente por muchos objetos ordinarios puede aproximarse a la radiación de cuerpo negro. Un recinto perfectamente aislado que se encuentra en equilibrio térmico internamente contiene radiación de cuerpo negro y lo emitirá a través de un agujero hecho en su pared, siempre que el agujero sea lo suficientemente pequeño como para tener un efecto insignificante en el equilibrio.
Un cuerpo negro a temperatura ambiente aparece negro, ya que la mayor parte de la energía que irradia es infrarroja y no puede ser percibida por el ojo humano. Debido a que el ojo humano no puede percibir ondas de luz a frecuencias más bajas, un cuerpo negro, visto en la oscuridad a la temperatura más baja y apenas visible, aparece subjetivamente gris, aunque su pico de espectro físico objetivo está en el rango infrarrojo. Cuando se pone un poco más caliente, aparece rojo apagado. A medida que aumenta su temperatura, se vuelve amarillo, blanco y, finalmente, azul-blanco.
Aunque los planetas y las estrellas no están en equilibrio térmico con sus alrededores ni los cuerpos negros perfectos, la radiación del cuerpo negro se usa como primera aproximación de la energía que emiten. Los agujeros negros son cuerpos negros casi perfectos, en el sentido de que absorben toda la radiación que cae sobre ellos. Se ha propuesto que emitan radiación de cuerpo negro (radiación de Hawking), con una temperatura que depende de la masa del agujero negro.
El término cuerpo negro fue introducido por Gustav Kirchhoff en 1860. La radiación del cuerpo negro también se denomina radiación térmica, radiación de la cavidad, radiación completa o radiación de temperatura.

## Espectro
La radiación del cuerpo negro tiene un espectro de frecuencia continuo y característico que depende solo de la temperatura del cuerpo, llamado espectro de Planck o ley de Planck. El espectro alcanza su punto máximo a una frecuencia característica que se desplaza a frecuencias más altas a medida que aumenta la temperatura y, a temperatura ambiente, la mayor parte de la emisión se encuentra en la región infrarroja del espectro electromagnético. A medida que la temperatura aumenta más allá de los 500 °C, los cuerpos negros comienzan a emitir cantidades significativas de luz visible. Visto en la oscuridad por el ojo humano, el primer resplandor débil aparece como un gris "fantasmal" (la luz visible es realmente roja, pero la luz de baja intensidad activa solo los sensores de nivel de gris del ojo). Con el aumento de la temperatura, el brillo se hace visible incluso cuando hay algo de fondo alrededor de la luz: primero como un rojo apagado, luego amarillo, y finalmente un "blanco azulado deslumbrante" a medida que la temperatura aumenta. Cuando el cuerpo aparece blanco, está emitiendo una fracción sustancial de su energía como radiación ultravioleta. El Sol, con una temperatura efectiva de aproximadamente 5800 K, es un cuerpo negro aproximado con un espectro de emisión que alcanza su punto máximo en la parte central, amarillo-verde del espectro visible, pero también con una potencia significativa en el ultravioleta. 
La radiación del cuerpo negro proporciona información sobre el estado de equilibrio termodinámico de la radiación de la cavidad. Si cada modo de Fourier de la radiación de equilibrio en una cavidad por lo demás vacía con paredes perfectamente reflectantes se considera como un grado de libertad capaz de intercambiar energía, entonces, de acuerdo con el teorema de equipartición de la física clásica, habría una cantidad igual de energía en cada modo. Como hay un número infinito de modos, esto implica una capacidad de calor infinita (energía infinita a cualquier temperatura que no sea cero), así como un espectro no físico de radiación emitida que crece sin límite con una frecuencia creciente, un problema conocido como la catástrofe ultravioleta. En cambio, en la teoría cuántica, los números de ocupación de los modos se cuantifican, cortando el espectro a alta frecuencia de acuerdo con la observación experimental y resolviendo la catástrofe. El estudio de las leyes de los cuerpos negros y el fracaso de la física clásica para describirlos ayudaron a establecer los fundamentos de la mecánica cuántica.

## Explicación
Toda la materia normal (bariónica) emite radiación electromagnética cuando tiene una temperatura por encima del cero absoluto. La radiación representa una conversión de la energía interna de un cuerpo en energía electromagnética y, por lo tanto, se llama radiación térmica. Es un proceso espontáneo de distribución radiativa de la entropía.

El cuerpo de un cuerpo negro de 800 K a 12200 K. Esta gama de colores se aproxima a la gama de colores de estrellas de diferentes temperaturas, como se ve o se fotografía en el cielo nocturno.

A la inversa, toda la materia normal absorbe la radiación electromagnética en cierto grado. Un objeto que absorbe toda la radiación que cae sobre él, en todas las longitudes de onda, se llama cuerpo negro. Cuando un cuerpo negro está a una temperatura uniforme, su emisión tiene una distribución de frecuencia característica que depende de la temperatura. Su emisión se llama radiación de cuerpo negro.
El concepto del cuerpo negro es una idealización, ya que los cuerpos negros perfectos no existen en la naturaleza. El grafito y el negro de carbón, con emisividades superiores a 0,95, sin embargo, son buenas aproximaciones a un material negro. Experimentalmente, la radiación del cuerpo negro se puede establecer mejor como la radiación de equilibrio estable en última instancia estable en una cavidad en un cuerpo rígido, a una temperatura uniforme, que es totalmente opaca y solo es parcialmente reflexiva. Una caja cerrada de paredes de grafito a una temperatura constante con un pequeño orificio en un lado produce una buena aproximación a la radiación ideal del cuerpo negro que emana de la abertura.
La radiación del cuerpo negro tiene una distribución única absolutamente estable de intensidad radiativa que puede persistir en el equilibrio termodinámico en una cavidad. En equilibrio, para cada frecuencia, la intensidad total de la radiación que se emite y refleja desde un cuerpo (es decir, la cantidad neta de radiación que sale de su superficie, llamada la radiación espectral) se determina únicamente por la temperatura de equilibrio, y no depende de La forma, material o estructura del cuerpo. Para un cuerpo negro (un absorbente perfecto) no hay radiación reflejada, por lo que la luminosidad espectral se debe enteramente a la emisión. Además, un cuerpo negro es un emisor difuso (su emisión es independiente de la dirección). En consecuencia, la radiación del cuerpo negro puede verse como la radiación de un cuerpo negro en el equilibrio térmico. 
La radiación del cuerpo negro se convierte en un resplandor visible de la luz si la temperatura del objeto es lo suficientemente alta. El punto Draper es la temperatura a la que todos los sólidos brillan de un rojo tenue, alrededor de 798 K. A 1000 K, una pequeña abertura en la pared de una gran cavidad de paredes opacas calentadas uniformemente (horno), vista desde el exterior, se ve roja; A 6000 K, parece blanco. No importa cómo se construya el horno, o de qué material, siempre y cuando se construya de manera que casi toda la luz que ingresa sea absorbida por sus paredes, contendrá una buena aproximación a la radiación del cuerpo negro. El espectro, y por lo tanto el color, de la luz que sale será solo una función de la temperatura de la cavidad. Una gráfica de la cantidad de energía dentro del horno por unidad de volumen y por unidad de intervalo de frecuencia trazada en función de la frecuencia, se denomina curva de cuerpo negro. Diferentes curvas se obtienen variando la temperatura.

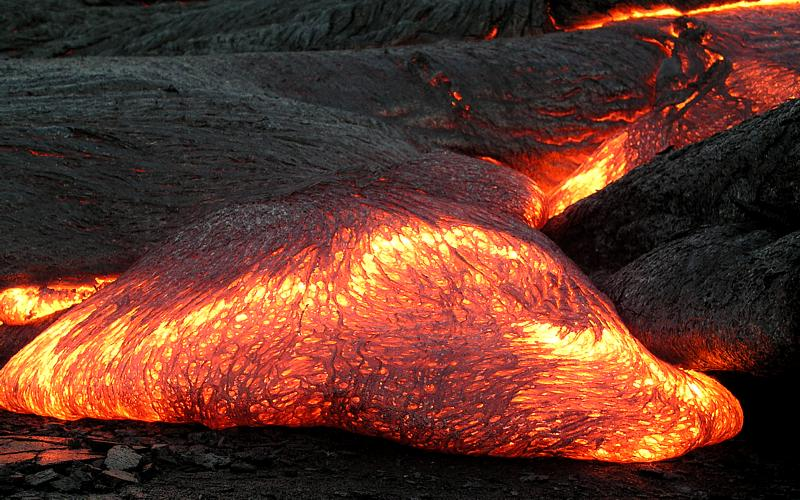
La temperatura de un flujo de lava Pāhoehoe se puede estimar observando su color. El resultado concuerda bien con otras mediciones de las temperaturas de los flujos de lava en alrededor de 1000 a 1200 °C (1830 a 2190 °F).

Dos cuerpos que están a la misma temperatura permanecen en equilibrio térmico mutuo, por lo que un cuerpo a temperatura T rodeado por una nube de luz a temperatura T emitirá tanta luz en la nube como absorbe, siguiendo el principio de intercambio de Prevost, que se refiere al equilibrio radiativo. El principio del equilibrio detallado dice que, en el equilibrio termodinámico, cada proceso elemental funciona igualmente en su sentido hacia adelante y hacia atrás. Prevost también demostró que la emisión de un cuerpo está determinada lógicamente únicamente por su propio estado interno. El efecto causal de la absorción termodinámica en la emisión termodinámica (espontánea) no es directo, sino que es solo indirecto, ya que afecta al estado interno del cuerpo. Esto significa que en el equilibrio termodinámico, la dimensión de cada longitud de onda en cada dirección de radiación térmica emitida por un cuerpo a temperatura T, negra o no, es igual a la cantidad correspondiente que el cuerpo absorbe porque está rodeada de luz a temperatura T.
Cuando el cuerpo es negro, la absorción es obvia: la cantidad de luz absorbida es toda la luz que llega a la superficie. Para un cuerpo negro mucho más grande que la longitud de onda, la energía de la luz absorbida en cualquier longitud de onda λ por unidad de tiempo es estrictamente proporcional a la curva del cuerpo negro. Esto significa que la curva del cuerpo negro es la cantidad de energía luminosa emitida por un cuerpo negro, lo que justifica el nombre. Esta es la condición para la aplicabilidad de la ley de radiación térmica de Kirchhoff: la curva del cuerpo negro es característica de la luz térmica, que depende solo de la temperatura de las paredes de la cavidad, siempre que las paredes de la cavidad sean completamente opacas y no muy reflexivo, y que la cavidad está en equilibrio termodinámico. Cuando el cuerpo negro es pequeño, por lo que su tamaño es comparable a la longitud de onda de la luz, la absorción se modifica, porque un objeto pequeño no es un absorbente eficiente de la luz de longitud de onda larga, pero el principio de igualdad estricta de emisión y absorción es Siempre mantenidos en una condición de equilibrio termodinámico.
En el laboratorio, la radiación del cuerpo negro se aproxima a la radiación de un agujero pequeño en una cavidad grande, un hohlraum, en un cuerpo totalmente opaco que solo es parcialmente reflectivo, que se mantiene a una temperatura constante. (Esta técnica lleva al término alternativo radiación de la cavidad). Cualquier luz que ingrese al orificio deberá reflejarse en las paredes de la cavidad varias veces antes de que escape, en cuyo proceso es casi seguro que se absorba. La absorción se produce independientemente de la longitud de onda de la radiación que ingresa (siempre que sea pequeña en comparación con el agujero). El orificio, entonces, es una aproximación cercana de un cuerpo negro teórico y, si la cavidad se calienta, el espectro de la radiación del orificio (es decir, la cantidad de luz emitida por el orificio en cada longitud de onda) será continuo y dependerá solo en la temperatura y en el hecho de que las paredes son opacas y al menos parcialmente absorbentes, pero no en el material particular del cual están construidas ni en el material en la cavidad (comparado con el espectro de emisión).
El cálculo de la curva del cuerpo negro fue un desafío importante en la física teórica a finales del siglo XIX. El problema fue resuelto en 1901 por Max Planck en el formalismo ahora conocido como la ley de Planck de la radiación del cuerpo negro. Al realizar cambios en la ley de radiación de Wien (que no debe confundirse con la ley de desplazamiento de Wien) en consonancia con la termodinámica y el electromagnetismo, encontró una expresión matemática que se ajustaba satisfactoriamente a los datos experimentales. Planck tenía que asumir que la energía de los osciladores en la cavidad estaba cuantificada, es decir, existía en múltiplos enteros de cierta cantidad. Einstein se basó en esta idea y propuso la cuantificación de la radiación electromagnética en 1905 para explicar el efecto fotoeléctrico. Estos avances teóricos tarde o temprano resultaron en la superación del electromagnetismo clásico por la electrodinámica cuántica. Estos cuantos fueron llamados fotones y se pensaba que la cavidad del cuerpo negro contenía un gas de fotones. Además, condujo al desarrollo de distribuciones de probabilidad cuántica, llamadas estadísticas de Fermi-Dirac y estadísticas de Bose-Einstein, cada una de ellas aplicable a una clase diferente de partículas, fermiones y bosones.
La longitud de onda a la cual la radiación es más fuerte está dada por la ley de desplazamiento de Wien, y la potencia general emitida por unidad de área está dada por la ley de Stefan-Boltzmann. Entonces, a medida que aumenta la temperatura, el color del brillo cambia de rojo a amarillo a blanco a azul. A pesar de que la longitud de onda máxima se mueve hacia el ultravioleta, se sigue emitiendo suficiente radiación en las longitudes de onda azules para que el cuerpo continúe apareciendo en azul. Nunca se volverá invisible, de hecho, la radiación de la luz visible aumenta monótonamente con la temperatura. La ley de Stefan-Boltzmann también dice que la energía de calor radiante total emitida desde una superficie es proporcional a la cuarta potencia de su temperatura absoluta. La ley fue formulada por Josef Stefan en 1879 y luego derivada por Ludwig Boltzmann. Se da la fórmula E = σT4, donde E es el calor radiante emitido desde una unidad de área por unidad de tiempo, T es la temperatura absoluta y σ = 5.670367 × 10−8 W·m−2⋅K−4 es la constante de Stefan-Boltzmann.
La luminosidad o la intensidad observada no es una función de la dirección. Por lo tanto, un cuerpo negro es un perfecto radiador de Lambert.
Los objetos reales nunca se comportan como cuerpos negros ideales, y en cambio, la radiación emitida a una frecuencia dada es una fracción de lo que sería la emisión ideal. La emisividad de un material especifica qué tan bien un cuerpo real irradia energía en comparación con un cuerpo negro. Esta emisividad depende de factores como la temperatura, el ángulo de emisión y la longitud de onda. Sin embargo, es típico en ingeniería suponer que la emisividad espectral y la capacidad de absorción de una superficie no dependen de la longitud de onda, por lo que la emisividad es una constante. Esto se conoce como la suposición del cuerpo gris.

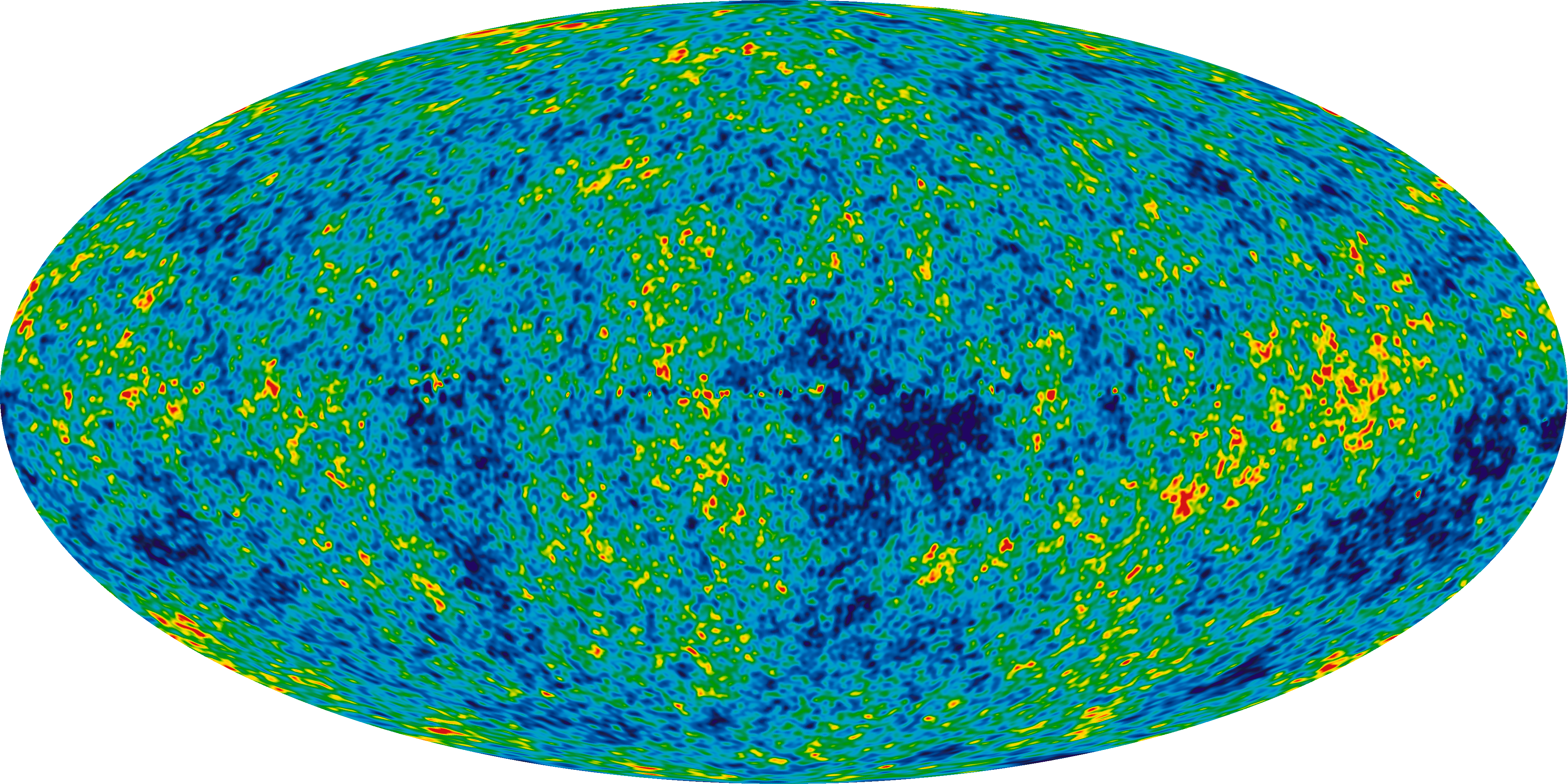
Imagen WMAP de 9 años (2012) de la radiación de fondo de microondas cósmica en todo el universo.

Con superficies no negras, las desviaciones del comportamiento ideal del cuerpo negro están determinadas por la estructura de la superficie, como la rugosidad o granularidad, y la composición química. En una base "por longitud de onda", los objetos reales en estados de equilibrio termodinámico local siguen la Ley de Kirchhoff: la emisividad es igual a la capacidad de absorción, de modo que un objeto que no absorbe toda la luz incidente también emitirá menos radiación que un cuerpo negro ideal; la absorción incompleta puede deberse a que parte de la luz incidente se transmite a través del cuerpo o que parte de ella se refleje en la superficie del cuerpo.
En astronomía, los objetos como las estrellas son frecuentemente considerados como cuerpos negros, aunque esta es a menudo una mala aproximación. La radiación cósmica de fondo de microondas exhibe un espectro de cuerpo negro casi perfecto. La radiación de Hawking es la hipotética radiación del cuerpo negro emitida por los agujeros negros, a una temperatura que depende de la masa, la carga y el giro del agujero. Si esta predicción es correcta, los agujeros negros se reducirán gradualmente y se evaporarán con el tiempo a medida que pierden masa por la emisión de fotones y otras partículas.
Un cuerpo negro irradia energía en todas las frecuencias, pero su intensidad tiende rápidamente a cero a altas frecuencias (longitudes de onda cortas). Por ejemplo, un cuerpo negro a temperatura ambiente (300 K) con un metro cuadrado de área de superficie emitirá un fotón en el rango visible (390–750 nm) a una tasa promedio de un fotón cada 41 segundos, lo que significa que para la mayoría de los casos prácticos. A tal efecto, dicho cuerpo negro no emite en el rango visible.

## Ecuaciones

### La ley de Planck de la radiación del cuerpo negro
La ley de Planck establece que
{\displaystyle B_{\nu }(T)={\frac {2h\nu ^{3}}{c^{2}}}{\frac {1}{e^{h\nu /kT}-1}},}
donde {\displaystyle B_{\nu }(T)} es la luminosidad espectral (la potencia por unidad de ángulo sólido y por unidad de área normal a la propagación) densidad de frecuencia ν radiación por unidad de frecuencia en equilibrio térmico a temperatura T. h es la constante de Planck;  c es la velocidad de la luz en el vacío;  k es la constante de Boltzmann;  ν es la frecuencia de la radiación electromagnética;  T es la temperatura absoluta del cuerpo.
Para una superficie de cuerpo negro, la densidad de radiación espectral (definida por unidad de área normal a la propagación) es independiente del ángulo {\displaystyle \theta } de emisión con respecto a la normal. Sin embargo, esto significa que, siguiendo la ley de coseno de Lambert, {\displaystyle B_{\nu }(T)\cos \theta } es la densidad de radiancia por unidad de área de la superficie emisora, ya que el área de la superficie involucrada en la generación de la radiancia se incrementa en un factor {\displaystyle 1/\cos \theta } con respecto a un área normal a la dirección de propagación. En los ángulos oblicuos, los intervalos de ángulos sólidos implicados se hacen más pequeños, lo que da como resultado intensidades agregadas más bajas.

### Ley de desplazamiento de Wien
La ley de desplazamiento de Wien muestra cómo el espectro de radiación del cuerpo negro a cualquier temperatura se relaciona con el espectro a cualquier otra temperatura. Si conocemos la forma del espectro a una temperatura, podemos calcular la forma a cualquier otra temperatura. La intensidad espectral puede expresarse en función de la longitud de onda o de la frecuencia.
Una consecuencia de la ley de desplazamiento de Wien es que la longitud de onda en la cual la intensidad por unidad de longitud de onda de la radiación producida por un cuerpo negro es máxima, {\displaystyle \lambda _{\max }}, es una función solo de la temperatura:

{\displaystyle \lambda _{\max }={\frac {b}{T}},}

donde la constante b, conocida como constante de desplazamiento de Wien, es igual a 2.8977729 (17)×10−3 K·m .
La ley de Planck también se mencionó anteriormente en función de la frecuencia. La intensidad máxima para esto está dada por

{\displaystyle \nu _{\max }=T\times 1.04\times 10^{11}\ \mathrm {Hz} /\mathrm {K} }

### Ley de Stefan-Boltzmann
Al integrar {\displaystyle B_{\nu }(T)} sobre la frecuencia, el brillo integrado {\displaystyle L} es
{\displaystyle L={\frac {2\pi ^{5}}{15}}{\frac {k^{4}T^{4}}{c^{2}h^{3}}}{\frac {1}{\pi }}=:\sigma T^{4}{\frac {1}{\pi }}}
utilizando que
{\displaystyle \int _{0}^{\infty }dx\,{\frac {x^{3}}{e^{x}-1}}={\frac {\pi ^{4}}{15}}}
con {\displaystyle x\equiv {\frac {h\nu }{kT}}} y con {\displaystyle \sigma \equiv {\frac {2\pi ^{5}}{15}}{\frac {k^{4}}{c^{2}h^{3}}}=5.670373\times 10^{-8}{\frac {W}{m^{2}K^{4}}}} siendo la constante de Stefan-Boltzmann. El resplandor {\displaystyle L} es entonces
{\displaystyle \sigma T^{4}{\frac {\cos \theta }{\pi }}} por unidad de superficie emisora.
En una nota lateral, a una distancia d, la intensidad {\displaystyle dI} por área {\displaystyle dA} de la superficie radiante es la expresión 
{\displaystyle dI=\sigma T^{4}{\frac {\cos \theta }{\pi d^{2}}}dA}
cuando la superficie receptora es perpendicular a la radiación.
Al integrarse posteriormente sobre el ángulo sólido {\displaystyle \Omega } (donde {\displaystyle \theta <\pi /2}) se calcula la ley de Stefan-Boltzmann, que indica que la potencia j* emitida por unidad de área de la superficie de un cuerpo negro es directamente proporcional a la cuarta potencia de su temperatura absoluta:
{\displaystyle j^{\star }=\sigma T^{4},}
mediante el uso
{\displaystyle \int \cos \theta \,d\Omega =\int _{0}^{2\pi }\int _{0}^{\pi /2}\cos \theta \sin \theta \,d\theta \,d\phi =\pi .}

## Emisión del cuerpo humano
El cuerpo humano irradia energía como luz infrarroja. La potencia neta radiada es la diferencia entre la potencia emitida y la potencia absorbida:
```

  

    

      

        

          
P

          

            
net

          

        

        
=

        

          
P

          

            
emit

          

        

        
−

        

          
P

          

            
absorb

          

        

        
.

      

    

    
{\displaystyle P_{\text{net}}=P_{\text{emit}}-P_{\text{absorb}}.}

  

```

Aplicando la ley de Stefan-Boltzmann,
{\displaystyle P_{\text{net}}=A\sigma \varepsilon \left(T^{4}-T_{0}^{4}\right),}
donde A y T son el área de la superficie corporal y la temperatura, {\displaystyle \varepsilon } es la emisividad y T0 es la temperatura ambiente.
El área de superficie total de un adulto es de aproximadamente 2 m², y la emisividad de la piel en el infrarrojo medio y lejano y la mayoría de la ropa es cercana a la unidad, como lo es para la mayoría de las superficies no metálicas. La temperatura de la piel es de aproximadamente 33 °C, pero la ropa reduce la temperatura de la superficie a aproximadamente 28 °C cuando la temperatura ambiente es de 20 °C.
{\displaystyle P_{\text{net}}=100~{\text{W}}.}
La energía total irradiada en un día es de aproximadamente 8 MJ, o 2000 kcal (calorías de los alimentos). La tasa metabólica basal para un varón de 40 años es de aproximadamente 35 kcal/(m²·h), lo que equivale a 1700 kcal por día, asumiendo la misma área de 2 m². Sin embargo, la tasa metabólica media de los adultos sedentarios es de aproximadamente 50 a 70 % mayor que su tasa basal.
Existen otros mecanismos importantes de pérdida térmica, incluyendo la convección y la evaporación. La conducción es despreciable: el número de Nusselt es mucho mayor que la unidad. La evaporación por transpiración solo es necesaria si la radiación y la convección son insuficientes para mantener una temperatura en estado estable (pero la evaporación de los pulmones ocurre independientemente). Las tasas de libre convección son comparables, aunque algo más bajas, que las tasas de radiación. Por lo tanto, la radiación representa aproximadamente dos tercios de la pérdida de energía térmica en aire frío y en calma. Dada la naturaleza aproximada de muchas de las suposiciones, esto solo puede tomarse como una estimación cruda. El movimiento del aire ambiente, que causa convección forzada o evaporación, reduce la importancia relativa de la radiación como mecanismo de pérdida térmica.
La aplicación de la ley de Wien a los resultados de emisión del cuerpo humano en una longitud de onda máxima de
{\displaystyle \lambda _{\text{peak}}={\frac {2.898\times 10^{-3}~{\text{K}}\cdot {\text{m}}}{305~{\text{K}}}}=9.50~\mu {\text{m}}.}
Por esta razón, los dispositivos de imagen térmica para sujetos humanos son más sensibles en el rango de 7 a 14 μm.

## Relación de temperatura entre un planeta y su estrella
La ley del cuerpo negro puede usarse para estimar la temperatura de un planeta que orbita alrededor del Sol.

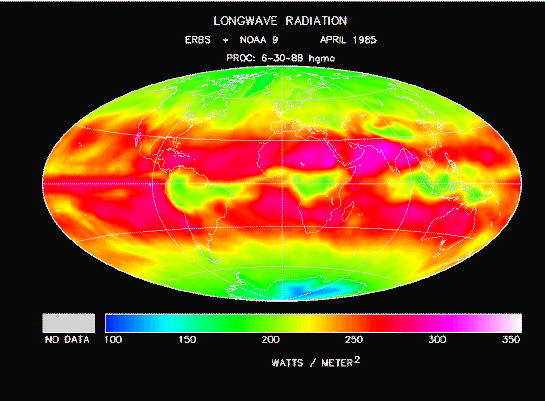
La intensidad de radiación térmica de onda larga de la Tierra, desde las nubes, la atmósfera y el suelo.

La temperatura de un planeta depende de varios factores:
- Radiación incidente de su estrella.
- Radiación emitida por el planeta, por ejemplo, el resplandor infrarrojo de la Tierra.
- El efecto albedo que causa que una fracción de la luz sea reflejada por el planeta.
- El efecto invernadero para planetas con una atmósfera.
- Energía generada internamente por un planeta en sí debido a la descomposición radioactiva, el calentamiento de las mareas y la contracción adiabática debida al enfriamiento.

El análisis solo considera el calor del Sol para un planeta en el Sistema Solar.
La ley de Stefan-Boltzmann da la potencia total (energía/segundo) que emite el Sol:

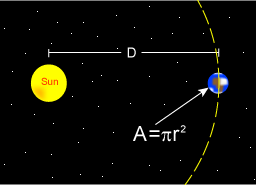
La Tierra solo tiene un área de absorción igual a un disco bidimensional, en lugar de la superficie de una esfera.

{\displaystyle P_{\rm {S\ emt}}=4\pi R_{\rm {S}}^{2}\sigma T_{\rm {S}}^{4}\qquad \qquad (1)}
donde
{\displaystyle \sigma \,}es la constante de Stefan-Boltzmann,
{\displaystyle T_{\rm {S}}\,} es la temperatura efectiva del Sol, y
{\displaystyle R_{\rm {S}}\,} es el radio del Sol.
El Sol emite ese poder por igual en todas las direcciones. Debido a esto, el planeta es golpeado con solo una pequeña fracción de él. El poder del Sol que golpea el planeta (en la parte superior de la atmósfera) es:
{\displaystyle P_{\rm {SE}}=P_{\rm {S\ emt}}\left({\frac {\pi R_{\rm {E}}^{2}}{4\pi D^{2}}}\right)\qquad \qquad (2)}
donde
{\displaystyle R_{\rm {E}}\,}es el radio del planeta y
{\displaystyle D\,}es la distancia entre el Sol y el planeta.
Debido a su alta temperatura, el Sol emite en gran medida en el rango de frecuencia ultravioleta y visible (UV-Vis). En este rango de frecuencia, el planeta refleja una fracción {\displaystyle \alpha }de esta energía donde {\displaystyle \alpha }es el albedo o reflectancia del planeta en el rango UV-Vis. En otras palabras, el planeta absorbe una fracción {\displaystyle 1-\alpha }de la luz del Sol y refleja el resto. El poder absorbido por el planeta y su atmósfera es entonces:
{\displaystyle P_{\rm {abs}}=(1-\alpha )\,P_{\rm {SE}}\qquad \qquad (3)}
Aunque el planeta solo se absorbe como un área circular {\displaystyle \pi R^{2}}, se emite igualmente en todas las direcciones como una esfera. Si el planeta fuera un cuerpo negro perfecto, emitiría de acuerdo con la ley de Stefan-Boltzmann
{\displaystyle P_{\rm {emt\,bb}}=4\pi R_{\rm {E}}^{2}\sigma T_{\rm {E}}^{4}\qquad \qquad (4)}
donde {\displaystyle T_{\rm {E}}}es la temperatura del planeta. Esta temperatura, calculada para el caso del planeta que actúa como un cuerpo negro al establecer {\displaystyle P_{\rm {abs}}=P_{\rm {emt\,bb}}}, se conoce como temperatura efectiva. La temperatura real del planeta probablemente será diferente, dependiendo de su superficie y sus propiedades atmosféricas. Ignorando la atmósfera y el efecto invernadero, el planeta, ya que se encuentra a una temperatura mucho más baja que el Sol, emite principalmente en la porción infrarroja (IR) del espectro. En este rango de frecuencia, emite {\displaystyle {\overline {\epsilon }}} de la radiación que un cuerpo negro emitiría donde {\displaystyle {\overline {\epsilon }}}es la emisividad promedio en el rango de IR. La potencia emitida por el planeta es entonces:
{\displaystyle P_{\rm {emt}}={\overline {\epsilon }}\,P_{\rm {emt\,bb}}\qquad \qquad (5)}
Para un cuerpo en equilibrio de intercambio radiativo con su entorno, la velocidad a la que emite energía radiante es igual a la velocidad a la que lo absorbe:
{\displaystyle P_{\rm {abs}}=P_{\rm {emt}}\qquad \qquad (6)}
Sustituyendo las expresiones de energía solar y planetaria en las ecuaciones 1-6 y simplificando los rendimientos de la temperatura estimada del planeta, ignorando el efecto invernadero, TP:
{\displaystyle T_{P}=T_{S}{\sqrt {\frac {R_{S}{\sqrt {\frac {1-\alpha }{\overline {\varepsilon }}}}}{2D}}}\qquad \qquad (7)}
En otras palabras, dados los supuestos realizados, la temperatura de un planeta depende solo de la temperatura de la superficie del Sol, el radio del Sol, la distancia entre el planeta y el Sol, el albedo y la emisividad IR del planeta.
Tenga en cuenta que una bola gris (de espectro plano) donde {\displaystyle ({1-\alpha })={\overline {\varepsilon }}}llega a la misma temperatura que un cuerpo negro, sin importar qué tan oscuro o claro sea el gris.

### Temperatura efectiva de la Tierra
Sustituyendo los valores medidos por los rendimientos del Sol y la Tierra:
{\displaystyle T_{\rm {S}}=5778\ \mathrm {K} ,}
{\displaystyle R_{\rm {S}}=6.96\times 10^{8}\ \mathrm {m} ,}
{\displaystyle D=1.496\times 10^{11}\ \mathrm {m} ,}
{\displaystyle \alpha =0.306\ }
Con la emisividad promedio {\displaystyle {\overline {\varepsilon }}}establecida en la unidad, la temperatura efectiva de la Tierra es:
{\displaystyle T_{\rm {E}}=254.356\ \mathrm {K} }
o −18.8 °C.
Esta es la temperatura de la Tierra si se irradiara como un cuerpo negro perfecto en el infrarrojo, asumiendo un albedo inalterable e ignorando los efectos de efecto invernadero (que pueden elevar la temperatura de la superficie de un cuerpo por encima de lo que sería si fuera un cuerpo negro perfecto todos los espectros). De hecho, la Tierra no irradia exactamente como un cuerpo negro perfecto en el infrarrojo que elevará la temperatura estimada algunos grados por encima de la temperatura efectiva. Si deseamos estimar cuál sería la temperatura de la Tierra si no tuviera atmósfera, podríamos tomar el albedo y la emisividad de la Luna como una buena estimación. El albedo y la emisividad de la Luna son aproximadamente 0.1054 y 0.95 respectivamente, produciendo una temperatura estimada de aproximadamente 1.36 °C.
Las estimaciones del albedo promedio de la Tierra varían en el rango de 0.3 a 0.4, lo que resulta en diferentes temperaturas efectivas estimadas. Las estimaciones a menudo se basan en la constante solar (densidad de potencia de insolación total) en lugar de la temperatura, el tamaño y la distancia del Sol. Por ejemplo, al usar 0.4 para el albedo y una insolación de 1400 W·m−2, se obtiene una temperatura efectiva de aproximadamente 245 K. De manera similar, utilizando albedo 0.3 y constante solar de 1372 W·m−2, se obtiene una temperatura efectiva de 255 K.

## Cosmología
La radiación de fondo de microondas cósmica observada hoy es la radiación de cuerpo negro más perfecta jamás observada en la naturaleza, con una temperatura de aproximadamente 2,7 K. Es una "instantánea" de la radiación en el momento del desacoplamiento entre la materia y la radiación en el universo primitivo. Antes de este momento, la mayor parte de la materia en el universo estaba en forma de plasma ionizado en equilibrio térmico, aunque no termodinámico completo, con radiación.
Según Kondepudi y Prigogine, a temperaturas muy altas (por encima de 1010 K; tales temperaturas existían en el universo muy temprano), donde el movimiento térmico separa los protones y los neutrones a pesar de las fuerzas nucleares fuertes, los pares electrón-positrón aparecen y desaparecen espontáneamente y están en equilibrio térmico con radiación electromagnética. Estas partículas forman parte del espectro del cuerpo negro, además de la radiación electromagnética.

## Efecto Doppler para un cuerpo negro en movimiento
El efecto Doppler relativista provoca un cambio en la frecuencia f de la luz que se origina en una fuente que se está moviendo en relación con el observador, de modo que se observa que la onda tiene una frecuencia f':
{\displaystyle f'=f{\frac {1-{\frac {v}{c}}\cos \theta }{\sqrt {1-v^{2}/c^{2}}}},}
donde v es la velocidad de la fuente en el cuadro de descanso del observador, θ es el ángulo entre el vector de velocidad y la dirección de la fuente del observador medida en el cuadro de referencia de la fuente, y c es la velocidad de la luz. Esto se puede simplificar para los casos especiales de objetos que se mueven directamente hacia (θ = π) o alejados (θ = 0) del observador, y para velocidades mucho menores que c. 
A través de la ley de Planck, el espectro de temperatura de un cuerpo negro está proporcionalmente relacionado con la frecuencia de la luz y uno puede sustituir la temperatura (T) por la frecuencia en esta ecuación.
En el caso de que una fuente se mueva directamente hacia o lejos del observador, esto se reduce a
{\displaystyle T'=T{\sqrt {\frac {c-v}{c+v}}}.}
Aquí v>0 indica una fuente de retroceso, y v<0 indica una fuente que se aproxima.
Este es un efecto importante en la astronomía, donde las velocidades de las estrellas y galaxias pueden alcanzar fracciones significativas de c. Un ejemplo se encuentra en la radiación de fondo de microondas cósmica, que muestra una anisotropía dipolar del movimiento de la Tierra en relación con este campo de radiación de cuerpo negro.

## Historia

### Balfour Stewart
En 1858, Balfour Stewart describió sus experimentos sobre los poderes emisivos y absorbentes de radiación térmica de las placas pulidas de diversas sustancias, en comparación con los poderes de las superficies de lámpara negra, a la misma temperatura. Stewart eligió las superficies de color negro como su referencia debido a varios hallazgos experimentales anteriores, especialmente los de Pierre Prevost y John Leslie. Escribió: "Lámpara de color negro, que absorbe todos los rayos que caen sobre ella y, por lo tanto, posee el mayor poder de absorción posible, también tendrá el mayor poder de radiación posible". Más como experimentador que como lógico, Stewart no señaló que su afirmación presuponía un principio general abstracto, que existe idealmente en teoría o en realidad en cuerpos naturales o superficies que, respectivamente, tienen el mismo poder universal de absorción más universal posible, igualmente. Para la potencia de radiación, para cada longitud de onda y temperatura de equilibrio.
Stewart midió la potencia irradiada con un termómetro y un galvanómetro sensible leído con un microscopio. Le preocupaba la radiación térmica selectiva, que investigó con placas de sustancias que irradiaban y absorbían selectivamente para diferentes calidades de radiación en lugar de para todas las cualidades de radiación. Discutió los experimentos en términos de rayos que podían reflejarse y refractarse, y que obedecían el principio de reciprocidad de Stokes-Helmholtz (aunque no usó un epónimo para ello). En este artículo no mencionó que las cualidades de los rayos podrían describirse por sus longitudes de onda, ni tampoco utilizó aparatos de resolución espectral como prismas o rejillas de difracción. Su trabajo fue cuantitativo dentro de estas limitaciones. Hizo sus mediciones en un ambiente a temperatura ambiente, y rápidamente para atrapar sus cuerpos en una condición cerca del equilibrio térmico en el que se habían preparado calentando al equilibrio con agua hirviendo. Sus mediciones confirmaron que las sustancias que emiten y absorben respetan selectivamente el principio de igualdad selectiva de emisión y absorción en el equilibrio térmico.
Stewart ofreció una prueba teórica de que este debería ser el caso por separado para cada calidad seleccionada de radiación térmica, pero sus matemáticas no eran rigurosamente válidas. No mencionó la termodinámica en este documento, aunque sí se refirió a la conservación de vis viva. Él propuso que sus mediciones implicaban que la radiación era absorbida y emitida por partículas de materia a través de las profundidades de los medios en los que se propagaba. Aplicó el principio de reciprocidad de Helmholtz para tener en cuenta los procesos de interfaz del material a diferencia de los procesos en el material interior. No postulaba superficies negras perfectas perfectamente irrealizables. Llegó a la conclusión de que sus experimentos demostraron que en una cavidad en equilibrio térmico, el calor irradiado desde cualquier parte de la superficie delimitadora interior, sin importar de qué material pudiera estar compuesto, era el mismo que se habría emitido desde una superficie de la misma superficie. Forma y posición que habrían estado compuestas por lámpara-negro. No declaró explícitamente que los cuerpos recubiertos con negro de lámpara que usaba como referencia debían tener una función de emisión espectral común única que dependía de la temperatura de una manera única.

### Gustav Kirchhoff
En 1859, sin conocer el trabajo de Stewart, Gustav Robert Kirchhoff informó la coincidencia de las longitudes de onda de las líneas de absorción y emisión de luz visible resueltas espectralmente. Importante para la física térmica, también observó que las líneas brillantes o líneas oscuras eran evidentes dependiendo de la diferencia de temperatura entre el emisor y el absorbente..
Kirchhoff luego pasó a considerar algunos cuerpos que emiten y absorben la radiación de calor, en un recinto o cavidad opaca, en equilibrio a temperatura T.
Aquí se usa una notación diferente de la de Kirchhoff. Aquí, la potencia emisora E (T, i) denota una cantidad dimensionada, la radiación total emitida por un cuerpo etiquetado por el índice i a la temperatura T. La relación de absorción total a (T, i) de ese cuerpo es adimensional, la relación de Absorbido a la radiación incidente en la cavidad a temperatura T. (En contraste con la de Balfour Stewart, la definición de Kirchhoff de su relación de absorción no se refería en particular a una superficie de lámpara negra como la fuente de la radiación incidente). Por lo tanto, la relación E (T, i) / a (T, i) de La relación entre la potencia de emisión y la absorción es una cantidad dimensionada, con las dimensiones de la potencia de emisión, porque a (T, i) no tiene dimensiones. También aquí, la potencia de emisión específica de la longitud de onda del cuerpo a la temperatura T se denota por E (λ, T, i) y la relación de absorción específica de la longitud de onda por a (λ, T, i). Una vez más, la relación E (λ, T, i) / a (λ, T, i) de la relación entre el poder de emisión y la absorción es una cantidad dimensionada, con las dimensiones de la potencia de emisión.
En un segundo informe realizado en 1859, Kirchhoff anunció un nuevo principio general o ley para el cual ofreció una prueba teórica y matemática, aunque no ofreció mediciones cuantitativas de los poderes de radiación. Su prueba teórica fue y aún es considerada por algunos escritores como inválida. Su principio, sin embargo, ha perdurado: fue que para los rayos de calor de la misma longitud de onda, en equilibrio a una temperatura dada, la relación de longitud de onda específica de la potencia de emisión a la de absorción tiene el mismo valor común para todos los cuerpos que emiten y absorber en esa longitud de onda. En los símbolos, la ley establece que la relación de longitud de onda específica E (λ, T, i) / a (λ, T, i) tiene el mismo valor para todos los cuerpos, es decir, para todos los valores del índice i. En este informe no hubo mención de cuerpos negros.
En 1860, aún sin conocer las medidas de Stewart para las calidades seleccionadas de radiación, Kirchhoff señaló que durante mucho tiempo se estableció experimentalmente que para la radiación de calor total, de calidad no seleccionada, emitida y absorbida por un cuerpo en equilibrio, la relación de radiación total dimensionada E ( T, i) / a (T, i) tiene el mismo valor común a todos los cuerpos, es decir, para cada valor del índice de material i. De nuevo, sin mediciones de los poderes radiativos u otros nuevos datos experimentales, Kirchhoff ofreció una nueva prueba teórica de su nuevo principio de la universalidad del valor de la relación de longitud de onda específica E (λ, T, i) / a (λ, T, i) En el equilibrio térmico. Su nueva prueba teórica fue y aún es considerada por algunos escritores como inválida.
Pero lo que es más importante, se basó en un nuevo postulado teórico de "cuerpos perfectamente negros", que es la razón por la que se habla de la ley de Kirchhoff. Tales cuerpos negros mostraron una absorción completa en su superficie infinitamente más delgada y superficial. Corresponden a los cuerpos de referencia de Balfour Stewart, con radiación interna, recubiertos con negro de humo. No eran los cuerpos perfectamente negros, más realistas, considerados más tarde por Planck. Los cuerpos negros de Planck irradiaban y absorbían únicamente el material en sus interiores; sus interfaces con medios contiguos eran solo superficies matemáticas, no capaces de absorción ni emisión, sino solo de reflejar y transmitir con refracción.
La prueba de Kirchhoff consideraba un cuerpo arbitrario no ideal i así como varios cuerpos negros perfectos BB. Se requería que los cuerpos se mantuvieran en una cavidad en equilibrio térmico a temperatura T. Su prueba pretendía mostrar que la relación E (λ, T, i) / a (λ, T, i) era independiente de la naturaleza del cuerpo no ideal, sin embargo, en parte era transparente o parcialmente reflectante.
Su prueba primero argumentó que para la longitud de onda λ y a la temperatura T, en equilibrio térmico, todos los cuerpos perfectamente negros del mismo tamaño y forma tienen el mismo valor común de potencia emisiva E (λ, T, BB), con las dimensiones de poder. Su prueba señaló que la relación de absorción específica de longitud de onda adimensional a (λ, T, BB) de un cuerpo perfectamente negro es, por definición, exactamente 1. Luego, para un cuerpo perfectamente negro, la relación específica de longitud de onda de poder de emisión a relación de absorción E ( λ, T, BB) / a (λ, T, BB) es nuevamente solo E (λ, T, BB), con las dimensiones de potencia. Kirchhoff consideró, sucesivamente, el equilibrio térmico con el cuerpo arbitrario no ideal, y con un cuerpo perfectamente negro del mismo tamaño y forma, colocado en su cavidad en equilibrio a temperatura T. Argumentó que los flujos de radiación de calor deben ser los mismos en cada caso. Por lo tanto, argumentó que en el equilibrio térmico la relación E (λ, T, i) / a (λ, T, i) era igual a E (λ, T, BB), que ahora puede denominarse Bλ (λ, T), una función continua, dependiente solo de λ a temperatura fija T, y una función creciente de T a longitud de onda fija λ, a bajas temperaturas que desaparecen para longitudes de onda visibles pero no para longitudes de onda más largas, con valores positivos para longitudes de onda visibles a temperaturas más altas, lo cual no depende Sobre la naturaleza i del cuerpo arbitrario no ideal. (Los factores geométricos, tomados en cuenta detalladamente por Kirchhoff, han sido ignorados en lo anterior).
Por lo tanto, la ley de la radiación térmica de Kirchhoff puede establecerse: para cualquier material, irradiando y absorbiendo en equilibrio termodinámico a cualquier temperatura T dada, para cada longitud de onda λ, la relación entre el poder de emisión y la capacidad de absorción tiene un valor universal, característico de un cuerpo negro perfecto, y es un poder emisivo que aquí representamos por Bλ (λ, T). (Para nuestra notación Bλ (λ, T), la notación original de Kirchhoff era simplemente e.)
Kirchhoff anunció que la determinación de la función Bλ (λ, T) era un problema de la mayor importancia, aunque reconoció que habría dificultades experimentales que superar. Supuso que, al igual que otras funciones que no dependen de las propiedades de los cuerpos individuales, sería una función simple. Ocasionalmente, por parte de los historiadores, la función Bλ (λ, T) se ha denominado "función de Kirchhoff (emisión, universal)", aunque su forma matemática precisa no se conocería durante otros cuarenta años. hasta que fue descubierto por Planck en 1900. La evidencia teórica del principio de universalidad de Kirchhoff fue analizada y debatida por varios físicos durante el mismo tiempo y más adelante. Kirchhoff declaró más tarde en 1860 que su prueba teórica era mejor que la de Balfour Stewart, y en algunos aspectos lo fue. El documento de Kirchhoff de 1860 no mencionó la segunda ley de la termodinámica y, por supuesto, no mencionó el concepto de entropía que no se había establecido en ese momento. En un relato más considerado en un libro en 1862, Kirchhoff mencionó la conexión de su ley con el principio de Carnot, que es una forma de la segunda ley.
Según Helge Kragh, "la teoría cuántica debe su origen al estudio de la radiación térmica, en particular a la radiación del" cuerpo negro "que Robert Kirchhoff había definido por primera vez en 1859–1860".

### Lectura recomendada
- Kroemer, Herbert; Kittel, Charles (1980). Thermal Physics (2nd edición). W. H. Freeman Company. ISBN 0-7167-1088-9.
- Tipler, Paul; Llewellyn, Ralph (2002). Modern Physics (4th edición). W. H. Freeman. ISBN 0-7167-4345-0.